# Dicranodontium tapes
Dicranodontium tapes är en bladmossart som beskrevs av Jean Édouard Gabriel Narcisse Paris 1900. Dicranodontium tapes ingår i släktet Dicranodontium och familjen Dicranaceae. Inga underarter finns listade i Catalogue of Life.